# 白鳥町立石徹白小学校上在所冬季分校
白鳥町立石徹白小学校上在所冬季分校（しろとりちょうりつ いとしろしょうがっこう かみざいしょとうきぶんこう）は、かつて岐阜県郡上郡白鳥町（現・郡上市）に存在した公立小学校の冬季分校。

## 概要
- 石徹白小学校の冬季分校であった。
- 分校が存在した上在所は、石徹白地区の北部の集落である。白山中居神社があり、かつては白山信仰の白山巡礼で栄えた地である。
- 当該児童がいなくなったため、1984年に自然休校。その後も存続していたが、2002年3月31日に白鳥町の町施設台帳より削除し、正式に廃止となった[1]。

## 沿革
- 1948年（昭和23年）[2] - 福井県大野郡石徹白村字上在所に石徹白村立石徹白小学校上在所冬季分校として開校。1～3年生が通学。
- 1958年（昭和33年）
  - 10月14日 - 石徹白村の一部（三面、小谷堂）が和泉村に編入される。
  - 10月15日 - 石徹白村の残部が岐阜県郡上郡白鳥町に編入される。同時に白鳥町立石徹白小学校上在所冬季分校に改称する。
- 1984年（昭和59年） - 当該児童がなくなったため、上在所冬季分校を休止。
- 2002年（平成14年）3月31日 - 廃校。